# Pamflet
En pamflet er en lille ikke periodisk tryksag, der ikke er indbundet. Den kan bestå af et enkelt stykke papir der er blevet trykt på begge sider og foldet et antal gange.
UNESCO kræver at en udgivelse er på mindst 5 sider og maksimalt 48 sider uden dæksider medtalt for at det kan kaldes en pamflet, og at den stilles til rådighed for offentligheden.
Pamfletter kan f.eks. være alt fra oplysninger på køkkenudstyr til medicinsk information. Pamfletter er vigtig i marketing, da de er billige at producere og lette at distribuere til kunder. Pamfletter er også et vigtigt redskab i politiske protester og politiske kampagner af samme grunde.